# 江苏理工学院东方学院
江苏理工学院东方学院，是江苏理工学院和江苏常州第二建筑工程公司共同举办的普通全日制本科公有民办二级学院。

## 历史
- 1999年，批准成立，为公有民办二级学院。
- 2014年起停止招生。

## 专业设置
- 一系（机械化工类专业）
- 二系（电气信息类专业）
- 三系（经济管理类专业）
- 四系（语言人文类专业）
- 五系（艺术设计类专业）